# Michiel de Ruyter
Michiel Adriaenszoon de Ruyter (født 24. marts 1607 i Vlissingen, død 29. april 1676 ved Siracusa) var en hollandsk admiral. Han var søn af ølbærer Adriaen Michielszoon og Aagje Jansdochter, og oprindelig var hans navn Michiel Adriaenszoon (Adriaenssøn). Efternavnet "de Ruyter" tog han i 1633. Han blev også kaldt bestevaêr, som betyder bedstefar.
Michiel de Ruyter er den bedst kendte søhelt i Hollands historie. Han spillede en vigtig rolle i de tre første engelsk-hollandske krige, desuden deltog han i flere krige i Østersøen og kæmpede mod sørøvere i Middelhavet. De Ruyter var skiftevis i statens og rederes tjeneste, og var i en periode også selvstændig inden for hvalfangst. Han var gift tre gange, og fik seks døtre og tre sønner, stedbørn medregnet. En søn og to døtre døde som børn, sønnen Engel de Ruyter gik ind i admiralitetet og opnåede at blive viceadmiral.

## Begyndelsen på karrieren (1617-1652)
Michiel var den fjerde af tretten børn, faderen satte ham i rebslagerlære hos brødrene Lampsins i 1617, hvor han som i skolen blev bortvist på grund af dårlig opførsel. Drengen ville gerne være sømand, og rejste den 3. august 1618 ud som yngstemand på et af brødrene Lampsins skibe. De Ruyter var ikke dårlig til at læse eller skrive, selv om hans sprog indeholdt mange ord og vendinger fra zeeuws-dialekten. Allerede som 15-årig var han skipper, dengang den højeste rang for en underofficer på et skib.
I 1622 tog en onkel sig af Michiel. Han var "ruiter" (rytter) i prins Maurits' hær, og sammen med onkelen gjorde Michiel tjeneste under Maurits af Oranje som "konstabel" eller "busschieter" (ordene betyder både musketskytte og kanonér) i kampene under den spanske belejring af Bergen op Zoom. Den 2. oktober deltog Michiel i befrielsen af byen, hvorfra hans mors familie stammede. 1622 var også året hvor han for første gang tog hyre og drog på togt med et krigsskib, men det er ikke kendt hvor længe han blev i marinen den første gang. Han blev taget til fange af spaniere, men undslap og gik hjem til Holland sammen med et par kammerater.
Mellem 1630 og 1653 skete der meget i de Ruyters liv. Frem til 1631 var han agent i Dublin for handelshuset Lampsins fra Vlissingen, og antagelig stammer en historie fra denne tid, om hvordan han en gang afværgede et angreb fra kapere fra Dunkerque ved at smøre skibsdækket ind i smør. Selv om hollandske kilder ikke fortæller nærmere om hvad han foretog sig i disse år, er det kendt at han talte flydende irsk, og at han af og til rejste med handelsskibe til Middelhavet eller Barbaresk kysten. På den tid kaldte han sig Machgyel Adriensoon; han tog senere sin mors navn, de Ruyter.
Den 16. marts 1631 giftede de Ruyter sig for første gang. Bruden hed Maayke Velders og var datter af en bonde. Ægteskabet kom ikke til at vare længe, da hustruen døde i barselsengen den 31. december samme år, og deres datter, Aaltje, døde den 18. januar 1632. I 1633 og 1634 blev de Ruyter hyret som styrmand under kaptajn Jochem Janssen på hvalfangstskibet De groene leeuw, der tilhørte Noordse Compagnie. Skibet havde kurs mod Jan Mayen. I 1635 tog han igen hyre som styrmand, denne gang på et togt til Svalbard.
1. juli 1636 giftede de Ruyter sig igen, denne gang med Neeltje (Cornelia) Engels (født 1607), datter af en rig embedsmand. Den 27. september 1637 fik de sønnen Adriaen, som døde i 1655, og senere kom Cornelia (Neeltje) (1639-1720), et barn som døde efter tre dage (1641), Aelken (Alida) (1642-1679) og Engel (1649-1683). De Ruyter selv havde nu en formue på flere tusinde gylden, samt borgerskab i byen Vlissingen. På grund af sine erfaringer som sømand og soldat fik han kommandoen over et "direktionsskib" (hollandsk: directieschip) med en bestykning på ti kanoner, ejet af rederiet Lampsins fra Vlissingen. Et direktionsskib var et privatejet krigsskib, og Lampsins sendte det ud for at hjælpe den svage krigsflåde mod kaperne fra Dunkerque. Den 23. april 1637 forlod skibet Vlissingens havn, og gjorde en meget god indsats mod sørøverne.
I 1640 blev de Ruyter kaptajn på det Lampsins-ejede handelsskib Vlissinge, og med dette gjorde han flere togter til Vestindien (Caribien) og Brasilien. Han foretog jævnligt rettelser af søkortene for de områder, han sejlede til.
Da krigen mellem Spanien og Holland-Portugal brød ud i 1641, tog Zeelands admiralitet kontakt med de Ruyter, og tilbød ham stillingen som "schout-bij-nacht" (kontreadmiral), og kaptajn på skibet de Haze. Det var et handelsskib ombygget til krigsskib, bestykket med 26 kanoner. Med skibet foretog han et togt under ledelse af admiral Gijsels for at støtte portugiserne i deres oprør mod Spanien i 1641. Den hollandske flåde, med de Ruyter som tredjemand i kommandorækken, slog en kombineret flåde af skibe fra Spanien og Dunkerque tilbage i en træfning ved St. Vincente den 4. november 1641. Dermed forhindrede de Ruyter at den hollandske flåde blev tilintetgjort.
Efter krigen vendte de Ruyter tilbage til civil skibsfart som kaptajn på handelsskibe, og købmand både for rederiet Lampsins og for sig selv. Fra 1644 til og med 1651 var han flere gange for egen regning på handelsrejse til Middelhavet, Marokko og Vestindien med sit eget skib, Salamander. Han tjente godt, og respekten for ham øgedes blandt de øvrige hollandske kaptajner, fordi han på disse rejser regelmæssigt frikøbte kristne slaver for egne midler.
Den 25. september 1650 døde hans hustru, og de Ruyter var nu alene med deres fire børn. Af den grund besluttede han sig for at holde op med at sejle. Halvandet år senere, den 9. januar 1652, giftede han sig for tredje gang, denne gang med kaptajnsenken Anna van Gelder, og blev rentier. Hans hustru Anna havde fra sit tidligere ægteskab to børn, Grietje og Jan (1647-1673) og i ægteskabet med Michiel de Ruyter fik de døtrene Margaretha (Grietgen) (1652-1688) og Anna (1655-1666).

## Den første engelsk-hollandske krig (1652-1654)
Da den første engelsk-hollandske krig brød ud i 1652, bad Zeelands admiralitet de Ruyter om at vende tilbage til aktiv tjeneste, og dermed begynde sin egentlige karriere i marinen. Den 29. juli var de Ruyter tilbage i aktiv tjeneste for provinsen, som leder af en hjælpeeskadre udstyret for private midler (directieschepen). Han blev vicekommandør under Witte de With. I en periode hvor de With var fraværende, ledede de Ruyter en eskadre som slog den engelske admiral George Ayscue i slaget ved Plymouth den 23. august 1652.
Det var De forende Nederlandes første sejr i krigen, og den gjorde de Ruyter til søhelt. Derefter ledede han en eskadre i slaget ved Kentish Knock, slaget ved Dungeness, slaget ved Portland og slaget ved Nieuwpoort. Han førte selv kommandoen, og blev dermed kaldt commandeur. Under slaget ved Ter Heijde var han den eneste eskadrechef der nåede frem til skibet Brederode og fik set øverstkommanderende Maarten Tromps lig; han gav da Egbert Bartholomeusz Kortenaer det råd, at Tromps død burde hemmeligholdes.
Efter krigen takkede de Ruyter nej til at blive kommandør, fordi han ikke anså sig selv som værende god nok, og desuden frygtede problemer med Witte de With og Johan Evertsen, ifald anciennitetsprincippet ikke blev fulgt, selv om Johan de Witt gjorde det klart hvor gerne man så at de Ruyter tog imod tilbuddet. I stedet blev Jacob van Wassenaer Obdam ny viceadmiral, og de Ruyter forblev i marinens tjeneste, selv om han afslog muligheden for at blive van Wassenaer Obdams næstkommanderende. Den 2. marts 1654 blev de Ruyter udnævnt til viceadmiral i Amsterdams admiralitet.

## Middelhavet og Øresund (1655-1663)
I 1655 flyttede de Ruyter og familie til Amsterdam, og i juli samme år rejste han med en eskadre på otte skibe som eskorte for en konvoj på 55 handelsskibe til Middelhavet. 't Huys Tydtverdryff var hans flagskib. Hans ordre var et forsvare hollandsk handel. Undervejs traf de en engelsk flåde under ledelse af Robert Blake, men undgik stridigheder. Efter at have sænket flere piratskibe og ført fredsforhandlinger med byen Salé, vente de Ruyter hjem i maj 1656.
På samme tid bestemte Generalstaterne (Staten-Generaal, det hollandske parlament) sig for at intervenere i de nordiske krige ved at sende en flådestyrke under de Ruyters kommando til Østersøen. Årsagen var at man var blevet skeptiske over for Karl 10. Gustav af Sveriges ekspansionsplaner. Efter Karl havde invaderet Polen og kronet sig selv som konge, var Østersøen under svensk kontrol. Om bord på Tijdverdrijf ankom de Ruyter til Øresund den 8. juni, og ventede der på admiralløjtnant Jacob van Wassenaer Obdam. Efter van Wassenaar Obdam havde taget kommandoen over flåden, sejlede den videre til Danzig og befriede den 27. juli byen uden kamp. Fredsaftalen blev underskrevet en måned senere. Før flåden forlod Østersøen var de Ruyter og de andre officerer i audiens hos kong Frederik 3. af Danmark. Senere blev kongen og de Ruyter venner.
I 1657 og 1658 ledede de Ruyter aktioner mod Portugal, og i 1659 havde han kommandoen over en hjælpeflåde, der skulle assistere admiralløjtnant Jacob van Wassenaer Obdam. Van Wassenaer Obdam var blevet sendt til Østersøen i 1658 for at hjælpe danskerne mod den svenske aggression, samt beskytte handelen i østersøområdet. Den 8. november fandt det blodige slaget i Øresund sted, som blev vundet af den hollandske flåde, og befriede København. Svenskerne var imidlertid ikke overvundet, og Generalstaterne besluttede sig for at fortsætte støtten til danskerne. De Ruyter fik en ny flåde under sig, og befriede Nyborg i 1659. Som tak derfor blev han adlet af kong Frederik 3., og fik også ret til at handle med Norge. Han oprettede i 1660 handelskompagniet Noordkaapse Compagnie, der blandt andet beskæftigede sig med hvalfangst frem til 1664.
Mellem 1661 og 1663 havde de Ruyter konvojtjeneste i Middelhavet, hvor han kæmpede mod barbaresk pirater, som det lykkedes ham at aftvinge en aftale med. Aftalen blev brudt kort tid efter han forlod farvandet, hvorpå han i 1664 på ny blev sendt til Middelhavet for at løse problemet.

## Den anden engelsk-hollandske krig (1665-1667)
I 1664, et år før den anden engelsk-hollandske krig officielt begyndte, vendte de Ruyter tilbage til Middelhavet, hvor der viste sig at være vigtigere opgaver som skulle løses, end at forhandle med piraterne: briterne havde erobret hollandske faktorier (slavestationer) i Vestafrika. I al hemmelighed blev de Ruyters flåde sendt ud for at generobre de hollandske områder. Uventet mødte han en barndomsven, Jan Compagnie fra Vlissingen, på Guldkysten. Som barn var Jan Compagnie blevet taget som slave i Afrika og ført til Zeeland. Nu arbejdede han for det Nederlandske Vestindiske Kompagni i landet, som han var blevet bortført fra.
De Ruyter generobrede de hollandske stationer, som admiral Robert Holmes havde besat, og ødelagde de engelske faktorier som straf for erobringen af de hollandske. Derefter krydsede de Ruyter Atlanterhavet, for at angribe de engelske kolonier i Amerika.
I slutningen af april 1665 ankom de Ruyter til Barbados i Caribien, han ledte flåden på tretten skibe fra flagskibet Spiegel. De trak ind i Carlisle Bay og ødelagde mange af de skibe der lå for anker, samt udvekslede ild med de engelske batterier. Efter at have konstateret at de hans eget skib var blevet beskadiget, trak de Ruyter sig tilbage til den franske ø Martinique. Da skibene var blevet repareret, satte de Ruyter kursen nordover til den hollandske koloni Sint Eustatius med forsyninger, på vejen dertil tog han flere engelske skibe til fange. Skaderne på skibe og mandskab var for store til, at han ville gå til angreb på New York (tidligere Ny Amsterdam) for at generobre Ny-Holland. Han sejlede i stedet til Newfoundland, undervejs tog han flere engelske fiskebåde. I 1665 erobrede han byen St. John's i det nuværende Canada, og holdt den i en kort periode.
Mens de Ruyter havde vært på togt, var der sket meget i hjemme i Holland. Den anden engelsk-hollandske krig var begyndt i kolonierne et år før den brød ud i Europa. På vej tilbage til Europa hørte de Ruyter om det store nederlag den hollandske flåde havde lidt i slaget ved Lowestoft. Flåden havde mistet sin øverstkommanderende, van Wassenaer, og man havde givet Maarten Tromps søn, Cornelis Tromp en midlertidig udnævnelse. Raadspensionaris Johan de Witt (republikkens højeste embedsmand) gik i mellem, og den 11. august blev de Ruyter udnævnt til admiralløjtnant over hele landets flåde, som marinens øverstkommanderende. Inden de Ruyter fik admiralitetet i Amsterdam, delte han denne rang med fire andre. Tromp og de Witt stod på hver sin side hvad angik hvem der skulle være statholder, Tromp var for at lade embedet holdes af Huset Oranje, mens de Witt var imod. Således fik de Ruyter i Cornelis Tromp en næstkommanderende, der gjorde sit bedste for at adlyde befalinger, men egentlig ikke kunne. Det var den samme situation, der havde været mellem Maarten Tromp og Witte de With.

### Modernisering af flåden
De Ruyter fortsatte den modernisering af flåden, som han var begyndt på i sin tid som rådgiver for admiral Jacob van Wassenaer Obdam. Han ledte flåden i øvelser i formationssejlads, en kopi af den engelske admiral Robert Blakes taktik, og indførte et kommunikationssystem med signalflag. Frem til disse ændringer blev foretaget, havde søslag fortrinsvis været en ukoordineret kamp mellem skibe.
Den 2. august 1665 deltog de Ruyter i slaget i Bergen bugt. En hollandsk handelsflåde med værdifuld last havde søgt tilflugt i Bergens neutrale havn, efter at de havde været forfulgt af briterne, som derefter forhindrede flåden i at fortsætte sejladsen. Takket være dansk støtte blev skibene befriet. De Ruyter blev modtaget som en helt da flåden ankom til Delfzijl.
I 1666 blev flagskibet De Zeven Provinciën taget i brug. Herfra kommanderede de Ruyter flåden da den overvandt briterne i firedagessøslaget, der fandt sted mellem den 11. og 14. juni 1666. Under dette slag mistede Holland fire skibe, mens briterne mistede ti. Holland tabte det efterfølgende slag, todagessøslaget, og tabet førte til en egentlig splittelse mellem de Ruyter og Tromp. Under en mindre træfning senere samme år, blev de Ruyter alvorligt syg efter at have indåndet røg fra brændende lunter. På det tidspunkt var det usikkert om han ville overleve, men han blev rask nok til at genoptage rollen som flådens øverstkommanderende. Da var Tromp faldet helt i unåde.

### Angrebet på Medway
En af de mest kendte aktioner som de Ruyter kun spillede en mindre rolle i, blandt andet på grund af sygdom, var angrebet på Medway i 1667. Angrebet beskadigede den engelske flåde, både økonomisk og i anseelse. Ikke blot mistede de deres flagskib HMS Royal Charles, men også flere landbatterier som beskyttede indsejlingen blev ødelagt, og den hollandske flåde nærmede sig London, hvor der udbrød panik, hvilket afsluttede slaget.
De hollandske skibe sejlede op ad floden Medway (en biflod til Themsen) til Chatham, hvor et hold fra det nyligt oprettede Korps Mariniers stod klar til at sænke kæden, der sikrede flodindsejlingen. En af kaptajnerne, Jan van Brakel, tilbød sin tjeneste så han kunne rehabilitere sig efter at være faldet i unåde fordi han imod ordre havde ladet sit mandskab plyndre byen Sheerness.
Van Brakel havde kommandoen over tre skibe, sit eget – de Vreede (freden) og de to brandskibe Suzanna og Pro Patria. Pro Patria blev sat i brand, sejlede over kæden og fortsatte mod den engelske flåde, der lå for anker. Det engelske flagskib HMS Royal Charles blev forladt af vagtmandskabet. Skibet blev erobret og taget med tilbage til Holland. Kun Monmouth var uskadt. Da Monck så katastrofen der udspillede sig, lod han de øvrige seksten krigsskibe, længere oppe ad floden, sænke, så de ikke også skulle blive erobret. Efter slaget blev en fredsaftale underskrevet i Breda. Idémanden til togtet havde været Johan de Witt. De Ruyter forventede problemer, særligt i forbindelse med ukendte grundforhold i floden, men udførte opgaven. Cornelis de Witt, Johan de Witts bror, blev udnævnt som tilsynsfører og repræsentant for Generalstaterne. Planerne blev lagt af admiralløjtnant Willem Joseph van Ghent.
Mellem 1667 og 1671 beordrede Johan de Witt de Ruyter til at blive i Holland, mod dennes vilje, for at forhindre at han skulle dø i kamp. I november 1669 prøvede en af Tromps tilhængere med en brødkniv at dræbe de Ruyter i hans hus' entré. På det tidspunkt havde de Ruyter en formue på omkring 250.000 gylden.
Michiel de Ruyter var en personlig ven af Johan de Witt, og blev beskyldt for at have villet overgive flåden til Frankrig. Det lykkedes Vilhelm af Oranien, Hollands nye statholder, at forsone de Ruyter og Cornelis Tromp (der havde været en af de vigtigste deltagere i et mordkomplot mod brødrene de Witt), ved at give Tromp et hemmeligt løfte om at han ville efterfølge de Ruyter som flådens øverstkommanderende (dette skete i 1679).

## Den tredje engelsk-hollandske krig (1672-1674)
Ved at udnytte vindretningen og viden om grundforholdene langs kysten, forhindrede de Ruyter en talmæssigt overlegen engelsk-fransk flåde i at gå i land under den tredje engelsk-hollandske krig, dette i slaget ved Solebay i 1672 og i slagene ved Schooneveld og Kijkduin i 1673. Hvert admiralitetet i Holland havde mistet en admiralløjtnant, og for at markere de Ruyters position som øverstkommanderende, blev han i februar 1673 forfremmet til generaladmiralløjtnant ("luitenant-admiraal-generaal"), en rang der var særligt oprettet til ham. Statholder Vilhelm 3. af Oranien blev generaladmiral. I 1672 blev brødrene Johan og Cornelius de Witt myrdet, og den 6. september samme år blev en folkemængde hidset op til at ramponere de Ruyters hus. Imens var hans hustru Anna van Gelder alene hjemme med en af døtrene og en niece, mens Michiel var på søen. Da situationen blev truende, bad Anna om hjælp fra sønnen Jans svigerfar, der var kaptajn i borgerværnet. For at bringe ro over gemytterne bad Anna ham om at oplæse et brev fra Michiel til folkemængden, hvori de Ruyter fortalte, at han jagede fjenden. Det lykkedes derefter borgerværnet at sprede folkemængden.
Den 19. juli 1674 ankom de Ruyter til øen Martinique i Caribien, om bord på flagskibet Zeven Provincien, han havde kommandoen over atten krigsskibe, ni forrådsskibe og femten troppetransportskibe med 3.400 soldater. Angrebet på Fort Royal mislykkedes, og de få franske forsvarere fik mulighed for at forstærke forsvarsværkerne. Næste dag viste det sig at de Ruyter ikke kunne komme ind i havnen, fordi de franske tropper havde blokeret den. De hollandske tropper gik alligevel i land, uden støtte fra skibenes kanoner, og led store tab i forsøget på at indtage fortet, der lå på toppen af stejle klipper. To timer senere vendte soldaterne tilbage til skibene; 148 var døde og 318 såret. På fransk side var femten af forsvarerne blevet dræbt. Med store tab, og uden overraskelsens element, besluttede de Ruyter sig for at sejle nordover til Dominica og Nevis, før han satte kurs mod Europa.

## Strid mod Frankrig og død (1674-1676)
Efter den tredje engelsk-hollandske krigs afslutning i 1674, indtog Frankrig områder der tidligere havde været under den spanske krone.
I 1676 blev de Ruyter sendt ud for at bistå Spanien i striden om den franske besættelse af Sicilien og Napoli, som indtil da havde været under spansk herredømme. De Ruyter mente at hans flåde ikke var stærk nok, men tog alligevel af sted. To gange kæmpede han mod en fransk flåde under Duquesnes kommando i 1676, under slaget ved Agosta og slaget ved Palermo. Under det sidste slag fik de Ruyter knust sin højre fod og dele af ventrefoden skudt væk af en kanonkugle. En uge senere, den 29. april, døde han af sårfeber om bord på flagskibet d'Eendraght i bugten ved Siracusa på Sicilien. Hans lig blev balsameret og lagt i en blykiste, så det kunne bringes tilbage til Holland.
De Ruyter var meget respekteret af sine sømænd og soldater, der gav ham kælenavnet Bestevâer (bedstefar), både på grund af hans mangel på respekt for hierarkier (han kom selv fra simple kår) og fordi han ikke var bange for at tage opgaver, som kunne være både farlige og kræve mod, selv om han af natur var forsigtig. Han var også respekteret uden for Holland. Da hans lig på vej til Holland blev sejlet forbi den franske kyst, gav kong Ludvig 14. ordre til at der skulle affyres salutter langs kysten.
Først den 30. januar 1677 ankom skibene til Hellevoetsluis i Zuid-Holland, da vinteren havde været streng og gjort sejladsen besværlig. Den 16. februar blev kisten med de Ruyter bragt ind til Amsterdam, hvor Generalstaterne skulle betale for en statsbegravelse. Oprindelig var det meningen at de Ruyter skulle begraves i Oude Kerk i Amsterdam, men gravstedet var ikke stort nok til at bygge en gravhvælving. Derfor måtte gravhvælvingen placeres i Nieuwe Kerk, hvor den stadig befinder sig. Først fem år senere blev gravmindet færdiggjort. Det var tegnet og udført af billedhuggeren Rombout Verhulst fra den Haag. Gravmindet er placeret der, hvor et højalter stod før reformationen. Over gravhvælvingen er der en inskription på latin: Intaminatus Fulget Honoribus ("Han der udmærker sig i usmittet ære").
Generalstaterne inviterede flere af datidens kendte hollændere til at overvære begravelsen. Invitationerne var underskrevet af H. Bontmantel (1613-1688), der var Hollands Vestindienkompagnis repræsentant i Amsterdam, medlem af Amsterdams styre (schepen) og desuden byens historieskriver.
Den 18. marts 1678 fandt statsbegravelsen sted, og en lang begravelsesprocession gik gennem byen. Forrest de fire officerer der kom efter de Ruyter i rang, efterfulgt af to kompagnier soldater fra byværnet, ti vægtere, fire trompetister, kommandant Boot med det store admiralsflag med de Ruyters våben. Herefter fulgte sørgehesten og kisten båret på skift af 36 bærere. Omkring bærerne gik seksten skibskaptajner, fire hovedofficerer, admiralløjtnanter og viceadmiraler. Efter kisten fulgte Constantijn Huygens repræsenterende prisen af Oranje, repræsentanter for republikkens admiraliteter og sønnen Engel de Ruyter samt andre familiemedlemmer. Efter familien kom repræsentanter fra Spanien og Danmark, medlemmer af "Staten van Holland en West-Friesland" (parlamentsmedlemmer), konsuler fra Spanien, Genova og mange andre.
Efter slagene de Ruyter havde udkæmpet ved Sicilien i 1676, fik han posthumt en hertugtitel af kong Karl 2. af Spanien, Napoli og Sicilien, men æresdiplomet blev aldrig uddelt. I sin fars sted blev Engel de Ruyter senere udnævnt til baron.